# 始光
始光（424年正月-428年正月）是北魏太武帝拓跋燾的年號，歷時4年。

## 紀年
| 始光 | 元年  | 二年  | 三年  | 四年  | 五年  |
| ---- | ----- | ----- | ----- | ----- | ----- |
| 公元 | 424年 | 425年 | 426年 | 427年 | 428年 |
| 干支 | 甲子  | 乙丑  | 丙寅  | 丁卯  | 戊辰  |

## 參看
- 中国年号索引
- 同期存在的其他政权年号
  - 景平（423年正月—424年八月）：南朝宋皇帝宋少帝刘义符的年号
  - 元嘉（424年八月—453年十二月）：南朝宋皇帝宋文帝刘义隆的年号
  - 建弘（420年正月-428年五月）：西秦政权乞伏熾磐年号
  - 太平（409年十月-430年）：北燕政权冯跋年号
  - 玄始（412年十一月-428年）：北凉政权沮渠蒙逊年号
  - 真兴（419年二月-425年七月）：夏国政权赫连勃勃年号
  - 承光（425年八月-428年二月）：夏国政权赫连昌年号